# Aeropuerto Internacional de Pensacola
El Aeropuerto Internacional de Pensacola (en inglés: Pensacola International Airport) (IATA: PNS, ICAO: KPNS, FAA LID: PNS) es un aeropuerto de uso público a tres millas náuticas (6 km) al noreste del distrito central de negocios de Pensacola, en el condado de Escambia, Florida, Estados Unidos. Es propiedad de la ciudad de Pensacola. A pesar del nombre, este aeropuerto no ofrece vuelos internacionales directos. Este aeropuerto es uno de los 4 aeropuertos principales en el norte de Florida, siendo los otros: el Northwest Florida Beaches International Airport, el Aeropuerto Internacional de Tallahassee, y el aeropuerto internacional de Jacksonville.
Esta instalación está incluida en el Plan Nacional de Sistemas Aeroportuarios Integrados, que lo categorizó como un aeropuerto de servicio comercial primario. De acuerdo con registros de la Administración Federal de Aviación, tuvo 771.917 embarques de pasajeros en el año 2008, 694.786 embarques en 2009 y 729.748 en 2010. 

## Aerolíneas y destinos

### Pasajeros
| Aerolíneas         | Destinos |
| ------------------ | --- |
| American Airlines  | Charlotte, Dallas/Fort Worth Estacional: Filadelfia                                                                                         |
| American Eagle     | Charlotte, Dallas/Fort Worth, Miami, Washington–National Estacional: Chicago–O'Hare, Filadelfia, Nueva York–LaGuardia                       |
| Breeze Airways     | Fayetteville/Bentonville (inicia el 4 de septiembre de 2025), Memphis (inicia el 5 de septiembre de 2025), Tampa Estacional: Raleigh/Durham |
| Contour Airlines   | Estacional: Muscle Shoals |
| Delta Air Lines    | Atlanta Estacional: Detroit |
| Delta Connection   | Boston, Nueva York–LaGuardia |
| Frontier Airlines  | Cincinnati, Denver |
| Southwest Airlines | Dallas–Love, Houston–Hobby, Nashville Estacional: Austin, Chicago–Midway, Denver, Kansas City, San Luis                                     |
| Spirit Airlines    | Fort Lauderdale, Orlando Estacional: Dallas/Fort Worth, Detroit, Nashville                                                                  |
| United Airlines    | Chicago–O'Hare, Denver, Houston–Intercontinental                                                                                            |
| United Express     | Houston–Intercontinental |

### Carga
UPS Airlines es actualmente el único transportista de carga importante en el aeropuerto. UPS realiza dos vuelos a Pensacola, cuatro días a la semana, de martes a viernes. El sábado, UPS solo realiza un vuelo a Pensacola. Suburban Air Freight opera vuelos diarios a Atlanta con un Beech 1900C. Ameriflight operó vuelos alimentadores diarios para UPS al Aeropuerto Central de Mobile y al Aeropuerto internacional Gulfport-Biloxi con el metro Swearingen Fairchild SA227-AT hasta el 16 de julio de 2016. A partir del 18 de julio de 2016, Martinaire se hizo cargo del servicio alimentador de Ameriflight con el Cessna 208B Super Maestro de carga.
| Aerolíneas           | Destinos                                                         |
| -------------------- | ---------------------------------------------------------------- |
| Martinaire           | Gulfport, Mobile–Downtown                                        |
| Suburban Air Freight | Atlanta                                                          |
| UPS Airlines         | Albany (GA), Birmingham (AL), Louisville, Nueva Orleans, Orlando |

## Estadísticas

### Tráfico de pasajeros
Ver fuente y consulta Wikidata.

### Tráfico anual
| Año  | Pasajeros | % Cambio |
| ---- | --------- | -------- |
| 2008 | 1,625,603 | 2.10%    |
| 2009 | 1,398,502 | 13.97%   |
| 2010 | 1,439,740 | 2.95%    |
| 2011 | 1,561,540 | 8.46%    |
| 2012 | 1,514,998 | 2.98%    |
| 2013 | 1,516,560 | 0.10%    |
| 2014 | 1,542,982 | 1.74%    |
| 2015 | 1,594,058 | 3.00%    |
| 2016 | 1,604,786 | 0.60%    |
| 2017 | 1,668,897 | 0.10%    |
| 2018 | 2,100,000 | 16.8%    |
| 2019 | 2,200,000 | 17.1%    |
| 2020 | 1,382,131 | 37.1%    |
| 2021 | 2,324,044 | 68.1%    |
| 2022 | 2,417,000 | 0.4%     |
| 2023 | 2,731,604 | 13.0%    |
| 2024 | 3,056,000 | 11.9%    |